# Nemoderný chalan
Nemoderný chalan je čtvrté studiové album Miroslava Žbirky, které v roce 1984 vydalo slovenské hudební vydavatelství Opus. Z alba je nejznámější skladba 22 dní. 

## Seznam skladeb
1. „22 dní“
2. „Poraď si sám“
3. „Pozri“
4. „V-klub“
5. „Do člna“
6. „Čo z toho máš“
7. „Mesto spí“
8. „Nemoderný chalan“
9. „Páčiš sa mi“
10. „Tvár“
11. „Ticho“
12. „S tebou je kríž“
13. „To sa dá“
14. „Mesačný svit“

## Výroba alba
- Skupina: Limit
- Obal: Adam Hoffmeister
- Basová kytara: J. Janas
- Bicí nástroje: J. Lacena
- Elektrická kytara, akustická kytara, basová kytara, klávesové nástroje, bicí automat: Laco Lučenič
- Klávesové nástroje: S. Juřík
- Tenorsaxofon: M. Lukáčik
- Hudba: Laco Lučenič (track: A4)
- Hudba, texty, sólový a sborový zpěv, akustická kytara: Miro Žbirka
- Zvuková režie: I. Jombík, P. Smolinský
- Hudební režie: Ján Lauko
- Odpovědný redaktor: Š. Danko
- Technická spolupráce: I. Adamec